# Universidad de Ottawa
La Universidad de Ottawa (en inglés: University of Ottawa, francés: Université d'Ottawa) es una universidad pública localizada en Ottawa, capital de Canadá. Es una de las universidades más antiguas del país, siendo fundada en 1848 como College of Bytown por los Misioneros Oblatos de María Inmaculada.
La universidad cuenta con aproximadamente 30.000 estudiantes y las clases se imparten en inglés (68%) y en francés (32%).